# Mount Manthe
Mount Manthe är ett berg i Antarktis. Det ligger i Västantarktis. Inget land gör anspråk på området. Toppen på Mount Manthe är 575 meter över havet.
Terrängen runt Mount Manthe är huvudsakligen lite kuperad. Mount Manthe är den högsta punkten i trakten. Trakten är obefolkad. Det finns inga samhällen i närheten.